# Дубовка (Дергачёвский район)
Дубовка (укр. Дубівка), село, 
Токаревский сельский совет,
Дергачёвский район,
Харьковская область.
Код КОАТУУ — 6322082505. Население по переписи 2001 года составляет 617 (271/346 м/ж) человек.

## Географическое положение
Село Дубовка находится на правом берегу реки Татарка, которая через 2,5 км впадает в реку Лопань (левый приток), выше по течению в 1 км расположено село Токаревка, ниже по течению примыкает село Цуповка, на противоположном берегу — село Лобановка.

## История
- 1850 - дата основания.
- В 1940 году, перед ВОВ, в Дубовке было 85 дворов.[1]

## Экономика
- В селе есть молочно-товарная ферма.

## Объекты социальной сферы
- Село газифицировано.
- Фельдшерско-акушерский пункт.
- Библиотека